# Athetis suffusa
Athetis suffusa là một loài bướm đêm trong họ Noctuidae.